# Hans Swarowsky
Hans Josef Leopold Swarowsky (ur. 16 września 1899 w Budapeszcie, zm. 10 września 1975 w Salzburgu) – austriacki dyrygent, pedagog, pisarz i tłumacz, uczeń Felixa Weingartnera i Richarda Straussa, profesor Konserwatorium Wiedeńskiego, dyrygent Opery Wiedeńskiej, Królewskiej Szkockiej Orkiestry Narodowej w Glasgow i wielu innych, podkreślający znaczenie tempa – konieczność „zachowania kształtu” utworu muzycznego (Wahrung der Gestalt).

## Życiorys

### Dzieciństwo i studia
Hans Swarowsky był pozamałżeńskim dzieckiem wiedeńskiej aktorki Leopoldine Swarowsky (1881–1970), urodzonym w czasie jej kilkumiesięcznego pobytu w Bukareszcie (informacje o biologicznym ojcu są niejasne). Został uznany za syna przez Josefa Kranza (1862–1934), wiedeńskiego
adwokata, bankiera, bogatego przemysłowca i kolekcjonera sztuki (Żyda).
Hans pobierał w dzieciństwie prywatne lekcje gry na fortepianie, a w latach 1919–1921 studiował historię sztuki i filozofię na Uniwersytecie Wiedeńskim. Lekcji teorii muzyki udzielał mu w 1920 roku Arnold Schönberg, a w kilku następnych latach Anton Webern, z którym się zaprzyjaźnił.

### Działalność zawodowa
Mając 26 lat został kapelmistrzem w wiedeńskiej Volksoper (1925), a w następnych latach:
- 1927 – trzecim kapelmistrzem Staatstheater w Stuttgarcie
- 1932 – dyrektorem muzycznym Reußischen Theater w Gera
- 1934 – pierwszym kapelmistrzem w Staatsoper und Philharmonie w Hamburgu, gdzie spotkał Richarda Straussa (późniejszego przyjaciela)
- 1935 – pierwszym kapelmistrzem w berlińskiej Operze Państwowej (mianowanie przez Clemensa Kraussa)

Od 1936 roku, jako „osoba niepożądana” przez III Rzeszę (zob. ustawy norymberskie), został pierwszym kapelmistrzem w Opernhaus w Zurychu (1937–1940). Utrzymywał kontakty z Richardem Straussem i Clemensem Kraussem (od 1936 w Münchner Staatsoper), współpracując m.in. w tworzeniu libretta opery Capriccio; zaproponował m.in. sonet Pierre’a de Ronsarda (Kein Andres, das mir so im Herzen loht), który stał się centralnym punktem libretta. Mimo zakazu wrócił do Rzeszy w 1940 roku, gdzie przebywał do 1944 roku bez oficjalnego zatrudnienia (był m.in. asystentem Kraussa na kursach reżyserskich w Salzburgu i Poczdamie, recenzentem i wykładowcą). W 1943 roku został głównym dramaturgiem i dyrektorem dramaturgii muzycznej Salzburger Musik- und Theatersommers (zob. Festiwal w Salzburgu).
W latach 1944–1945 Hans Swarowsky kierował Filharmonią Krakowską („Filharmonia Generalnego Gubernatorstwa”, zob. historia Filharmonii im. Karola Szymanowskiego w Krakowie), a po wojnie:
- 1945–1947 – Vienna Symphony Orchestra
- 1947–1950 – Opernhaus Graz
- 1957–1959 – Scottish National Orchestra

W 1959 roku Herbert von Karajan powierzył mu stanowisko stałego dyrygenta Opery Wiedeńskiej.

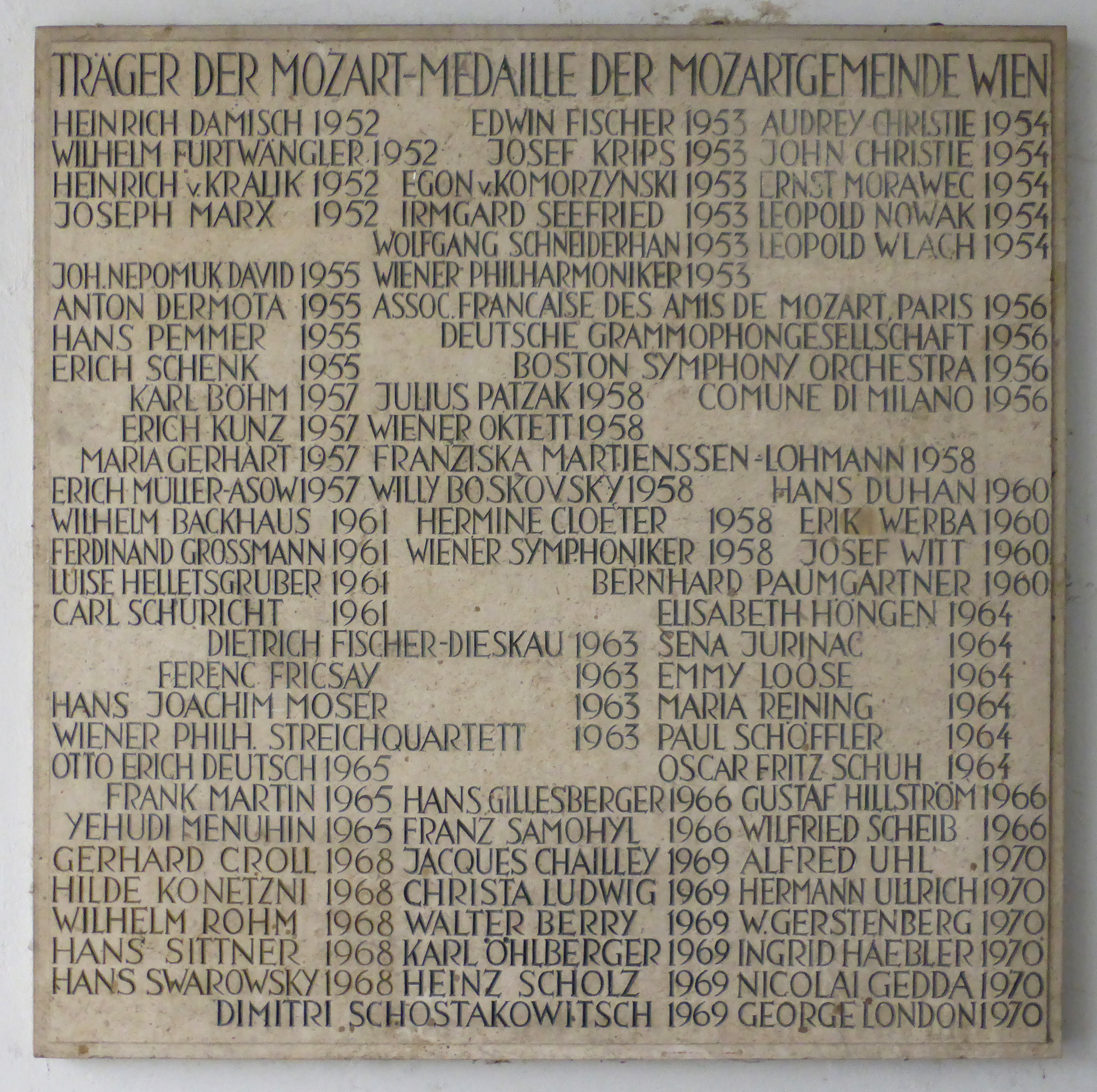
Upamiętnienie muzyków odznaczonych Medalem Mozarta

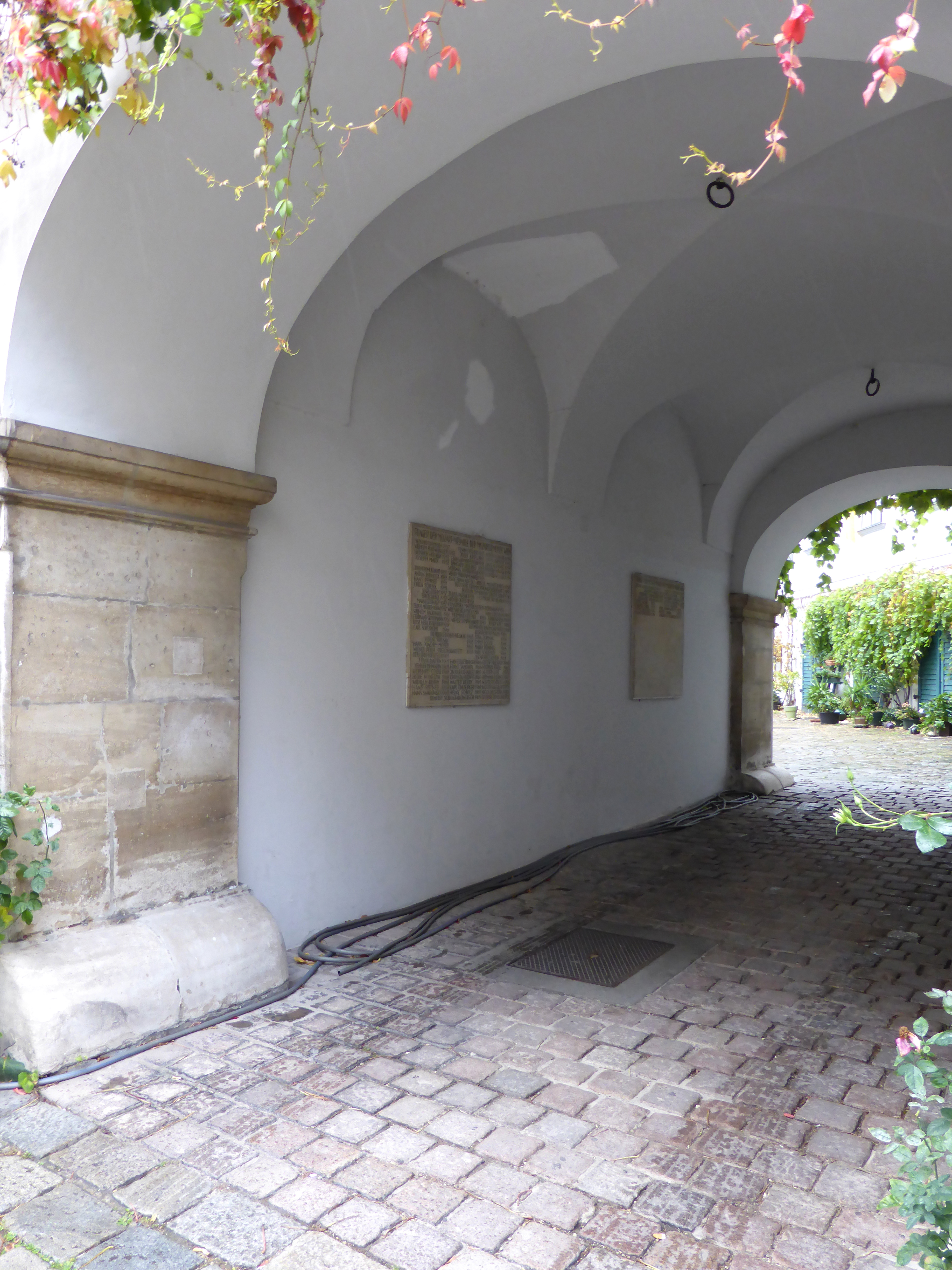
Wiedeń, Singerstraße 7

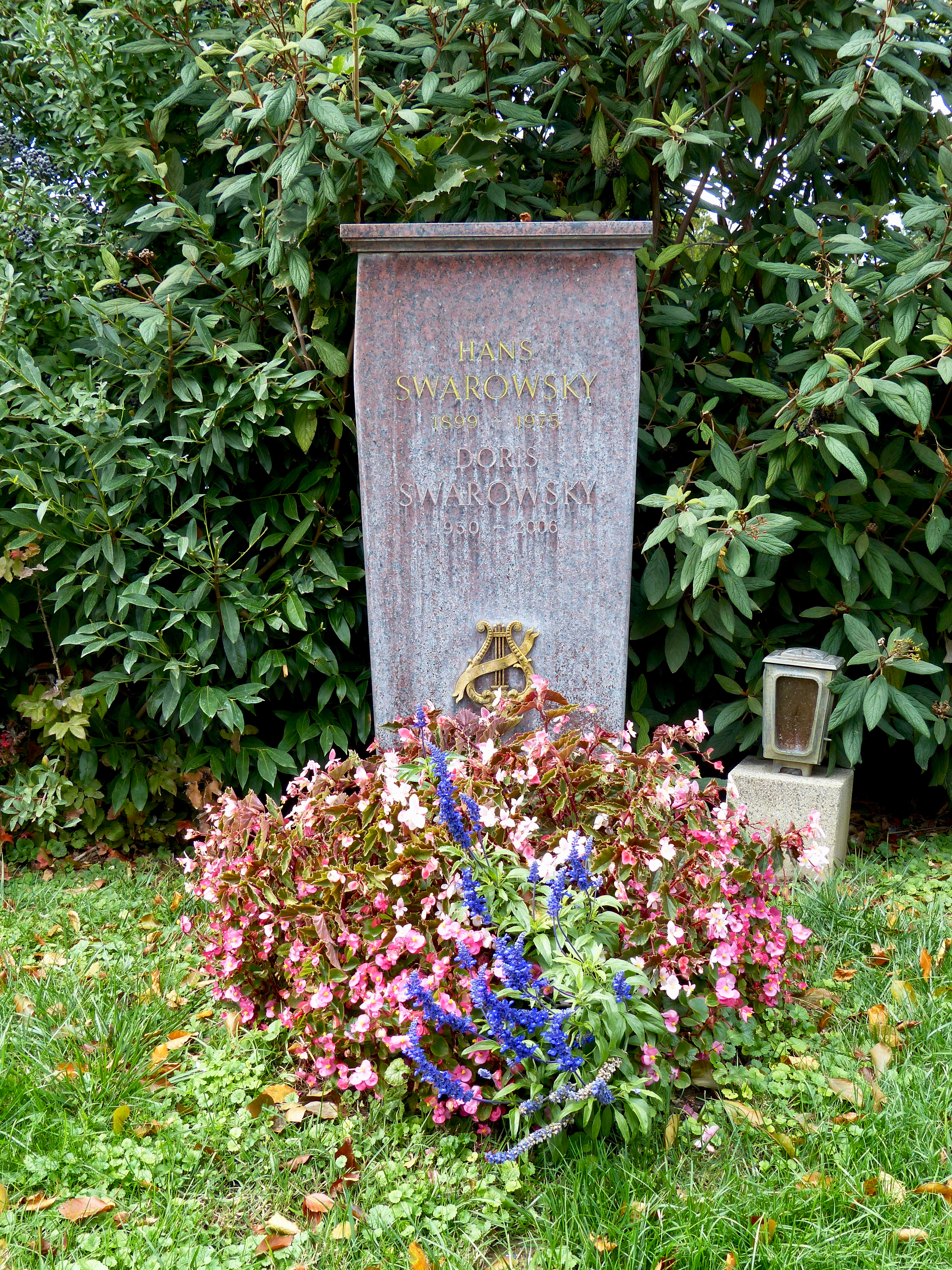
Grób Doris i Hansa Swarowsky na Cmentarzu Centralnym w Wiedniu

Przez wiele lat Hans Swarowsky był profesorem dyrygentury w Vienna Music Academy. Prowadził też festiwale muzyczne w Austrii, kursy mistrzowskie w Brukseli (1958), Nicei (1960–1966), USA (1967) i Brazylii (1968), letnie kursy w Ossiach (Karyntia, festiwale Carinthischen Sommer 1971–1974) i w Wiedniu (1974). Jest autorem wielu artykułów na temat kompozytorów oraz zagadnień związanych z interpretacją ich dzieł, tłumaczył libretta, projektował programy radiowe i telewizyjne, recenzował wydawnictwa muzyczne.
Zbiór pism, zatytułowany „Wahrung der Gestalt” został wydany w 1979 roku pod redakcją jednego z uczniów, Manfreda Hussa (Universal Edition Wien). Książka została opublikowana również w języku hiszpańskim i angielskim (wyd. Real Musical Madrid 1989, Toccata Press 2016).

## Uczniowie
W latach 1947–1975 Hans Swarowsky wyszkolił ponad 500 dyrygentów oraz instrumentalistów orkiestrowych. Jego uczniami byli m.in. Claudio Abbado, Zubin Mehta, Giuseppe Sinopoli, Paul Angerer, Miltiades Caridis, Gabriel Chmura, Jacques Delacote, Bryan Fairfax, Adam Fischer, Iván Fischer, Gianluigi Gelmetti, Theodor Guschlbauer, Mariss Jansons, Jesús López Cobos, Albert Rosen, Peter Schneider, Mario Venzago, Bruno Weil i Hans Zanotelli.

## Odznaczenia
W uznaniu zasług dla nauki i sztuki otrzymał m.in.:
- Österr. Ehrenkreuz f. Wiss. u. Kunst, 1960
- Gr. Ehrenpalette d. Österr. Rundfunks, 1965
- Gr. Ehrenzeichen f. Verdienste um d. Rep. Österr.
- Mozart-Medaille d. Mozartgde., 1968
- Ehrenmitgl. d. Franz Schmidt-Gde., 1969
- Ehrenmedaille d. Stadt Wien, 1970,
- Österr. Ehrenzeichen f. Wiss. u. Kunst, 1974
- Ehrenring d. Stadt Wien; Goldmedaille d. Internat. Gustav-Mahler-Ges., 1974

## Życie prywatne
Hans Swarowsky był żonaty trzykrotnie. Z pierwszą żoną, Julią Lassky (psycholog), miał syna Antona (1923/1924), małżeństwo z Marią Gerlach, tancerką baletową (Stuttgart 1927?), było bezdzietne. Z małżeństwa z Doris (krytyk), zawartego w Grazu (ok. 1930) miał dwie córki (Daniela i Gloria).